# Android Honeycomb
Android 3.0–3.2.6 "Honeycomb" este o versiune a platformei Android care este proiectata pentru dispozitive cu ecrane de dimensiuni mai mari, în special tablete. În afară de adăugarea de caracteristici noi, Honeycomb a introdus o nouă așa-zisă temă de interfață "holografică" și un model de interacțiune care a construit pe principalele caracteristici ale lui Android, cum ar fi multitasking, notificări și widget-uri.

## A se vedea, de asemenea
- Lista versiunilor Android